# Geronimo (chanson)
Singles de Aura Dione
Song for Sophie (I Hope She Flies)
(2010) Friends
(2012)
Geronimo est une chanson de l'artiste danoise Aura Dione sortie le 19 septembre 2011. 1er single extrait de son album studio Before the Dinosaurs, la chanson a été écrite par Aura Dione, David Jost, Joachim Persson, Ian O'Brien-Docker, Thomas Troelsen et produite par David Jost, DamienDamien, Joachim Persson. Geronimo est une chanson pop avec des éléments de musique folk, la critique la compare souvent aux chansons de Shakira.
Geronimo s'est classé numéro un en Autriche, au Danemark et en Allemagne ; il s'agit de son premier numéro un en Autriche et au Danemark et son 2e en Allemagne. Aura Dione est la 1re artiste danoise à entrer directement numéro un en Allemagne. Le single se classe 7e en Suisse, son 2e single qui rencontre le succès après I Will Love You Monday (365).

## Formats et liste des pistes
Téléchargement digital au Danemark
1. Geronimo (Jost et Damien Radio Mix) – 3:15

Téléchargement digital au Danemark — Remixes
1. Geronimo (Martin Roth Club mix) – 6:43
2. Geronimo (The Disco Boys Remix) – 5:38
3. Geronimo (The Disco Boys Remix Edit) – 3:23
4. Geronimo (LTM Slowdown Remix) – 8:12

EP en Allemagne
1. Geronimo (Jost et Damien Radio Mix) – 3:15
2. Geronimo (The Disco Boys Remix Edit) – 3:23
3. Geronimo (The Disco Boys Remix) – 5:38
4. Geronimo (LTM Slowdown Remix) – 8:12
5. 'Call Messiah (Aura Dione, Per Ebdrup) – 6:53

CD single en Allemagne
1. Geronimo (Jost et Damien Radio Mix)
2. Geronimo (The Disco Boys Remix)

## Crédits et personnels
- Aura Dione – auteur-compositeur, voix
- David Jost – auteur-compositeur, réalisateur, mixage, enregistrement vocal, guitare, programmation
- Joachim Persson – auteur-compositeur, réalisateur, mixage, programmation
- Ian O'Brien-Docker – auteur-compositeur, guitare, programmation
- Thomas Troelsen – auteur-compositeur, vocal recording, backing vocals, et keyboards
- DamienDamien – réalisateur, mixage
- Sebastian Zenke – guitar, programmation
- Johan Alkenäs – additional keys et programmation

Crédits extrait des lignes de note de la pochette album de Before the Dinosaurs.

## Classements et certifications
| Classement (2011-2012)           | Meilleure position |
| -------------------------------- | ------------------ |
| Allemagne (Media Control Charts) | 1                  |
| Autriche (Ö3 Austria Top 40)     | 1                  |
| Danemark (Tracklisten)           | 1                  |
| Tchéquie (IFPI Rádio)            | 40                 |
| France (SNEP)                    | 96                 |
| Pologne (ZPAV)                   | 2                  |
| Slovaquie (IFPI Rádio)           | 17                 |
| Suisse (Schweizer Hitparade)     | 7                  |

| Classement (2011)                | Position |
| -------------------------------- | -------- |
| Danemark (Tracklisten)           | 11       |
| Allemagne (Media Control Charts) | 22       |

| Pays             | Certifications | Ventes  |
| ---------------- | -------------- | ------- |
| Autriche (IFPI)  | Or             | 15 000  |
| Danemark (IFPI)  | Platine        | 30 000  |
| Allemagne (BVMI) | Platine        | 300 000 |
| Suisse (IFPI)    | Or             | 15 000  |

## Historique de sortie
| Pays       | Date              | Format                            | Label                                        |
| ---------- | ----------------- | --------------------------------- | -------------------------------------------- |
| Danemark   | 19 septembre 2011 | Téléchargement digital            | Koolmusic, Music for Dreams, Universal Music |
| Autriche   | 21 octobre 2011   | Téléchargement digital            | Koolmusic, Island Records, Universal Music   |
| Allemagne, | 21 octobre 2011   | CD single, téléchargement digital | Koolmusic, Island Records, Universal Music   |
| Suisse     | 21 octobre 2011   | Téléchargement digital            | Koolmusic, Island Records, Universal Music   |
| Danemark   | 28 novembre 2011  | téléchargement digital — remixes  | Koolmusic, Music for Dreams, Universal Music |